# تلمبه نوبخت
تلمبه نوبخت یک منطقهٔ مسکونی در ایران است که در دهستان بنارویه واقع شده‌است.